# Christian Ditlev Reventlow (1710-1775)
Christian Ditlev, Comte de Reventlow (10 mars 1710 – 30 mars 1775) est un noble et un Conseiller Privé danois. 

## Biographie
Reventlow est le troisième fils de Christian Detlev von Reventlow et son épouse Bénédicte Margrethe von Brockdorff, une riche famille de notables. Son père, un officier et diplomate, a des liens familiaux avec la famille royale danoise et a été fiancé à Anna Christiane Gyldenløve, la fille illégitime du roi Christian V de Danemark, qui est morte jeune. En outre, sa tante paternelle est Anne-Sophie de Reventlow, épouse morganatique du roi Frédéric IV de Danemark, et plus tard, la reine du Danemark. En dépit de sa position, Reventlow consacre sa vie à sa famille et à la gestion de ses propriétés, montrant très peu d'intérêt dans la vie de la cour. 
Il épouse en 1737 Johanne Sophie Frederikke von Bothmer, une fille du comte Johann Friedrich von Bothmer (1658-1729), frère aîné de Jean-Gaspard de Bothmer. S'il a peu d'influence politique, il est le père de trois des membres les plus importants de la famille Reventlow : le Premier Ministre Christian Ditlev Frederik Reventlow, Johan Ludvig Reventlow et la Salonnière Louise de Stolberg.